# Phf
O Phf é um arquivo comum, localizado na pasta cgi-bin de alguns servidores, tornando-os um possível alvo de exploits.

## CGI e má configuração
Embora seja uma falha antiga e fácil de ser resolvida, alguns servidores ainda o mantém dentro de suas pastas. O que torna o sistema vulnerável a explorações e ataques de Crackers e Hackers.

### Vulnerabilidade
O Phf contém uma vulnerabilidade de escape characters (do Inglês, caracteres de escape). É um método de acessar qualquer arquivo no servidor (Unix-Like) através de uma simples linha. Fazendo um sql Injection no método GET pode-se até obter arquivos de senha e arquivos que comprometam a integridade do sistema.
Exemplo:
 http://server.domain/cgi-bin/phf?Qalias=%0a/bin/cat%20/etc/shadow/ 

Nesse exemplo, o usuário mal-intencionado tenta acessar o arquivo de senhas shadow
na pasta /etc do sistema com o comando cat, que resume-se a imprimir o conteúdo do arquivo de texto. Com os escape characters ele acessa o arquivo shadow facilmente.

### Resolução
Através de uma simples mudança no arquivo Phf ou, até mesmo, deletando-o é possível resolver essa falha.